# Hantkeninidae
Hantkeninidae es una familia de foraminíferos planctónicos de la Superfamilia Hantkeninoidea, del Suborden Globigerinina y del Orden Globigerinida. Su rango cronoestratigráfico abarca desde el Luteciense (Eoceno medio) hasta el Priaboniense (Eoceno superior).

## Clasificación
Hantkeninidae incluye a las siguientes géneros:
- Aragonella †
- Cribrohantkenina †
- Hantkenina †

Otros géneros considerados en Hantkeninidae son:
- Applinella †, aceptado como Aragonella
- Hantkeninella †, aceptado como Hantkenina
- Sporohantkenina †, aceptado como Hantkenina